# Rodrigo do Nascimento
Rodrigo Pereira do Nascimento (* 26. September 1994 in Itajaí) ist ein brasilianischer Leichtathlet, der sich auf den Sprint spezialisiert hat. Er wurde 2019 Südamerikameister über 100 Meter sowie 2023 mit der 4-mal-100-Meter-Staffel. Zudem siegte er mit der Staffel 2019 und 2023 bei den Panamerikanischen Spielen.

## Sportliche Laufbahn
Erste Erfahrungen bei internationalen Meisterschaften sammelte Rodrigo do Nascimento 2013 bei den Panamerikanischen Juniorenmeisterschaften in Medellín, bei denen er mit der brasilianischen 4-mal-100-Meter-Staffel in 39,96 s die Bronzemedaille gewann sowie in 3:06,94 min die Silbermedaille mit der 4-mal-400-Meter-Staffel. Im Jahr darauf siegte er in 39,74 s bei den U23-Südamerikameisterschaften in Montevideo. Zwei Jahre später siegte er dann bei den U23-Südamerikameisterschaften in Lima in 10,21 s im 100-Meter-Lauf sowie in 21,20 s auch über 200 Meter sowie in 3:13,73 min auch mit der 4-mal-400-Meter-Staffel. 2019 siegte er bei den World Relays in Yokohama in 38,05 s mit der 4-mal-100-Meter-Staffel. Anschließend siegte er bei den Südamerikameisterschaften in Lima in 10,28 s über 100 Meter und gewann im 200-Meter-Lauf in 20,63 s die Silbermedaille hinter dem Kolumbianer Bernardo Baloyes, wie auch mit der 4-mal-100-Meter-Staffel, in der er sich in 39,91 s dem venezolanischen Team geschlagen geben musste. Im Juli gewann er bei der Sommer-Universiade in Neapel in 10,32 s die Bronzemedaille über 100 Meter hinter seinem Landsmann Paulo André de Oliveira und Chederick van Wyk aus Südafrika. Über 200 Meter wurde er im Halbfinale disqualifiziert und mit der Staffel belegte in 83,05 s Rang sieben. Im August siegte er bei den Panamerikanischen Spielen in Lima mit der brasilianischen Staffel in 38,27 s und wurde über 100 Meter in 10,27 s Vierter. Über 100 Meter qualifizierte er sich für die Weltmeisterschaften in Doha, bei denen er mit 10,25 s im Vorlauf über 100 Meter ausschied und mit der Staffel in 37,72 s Rang vier erreichte. Daraufhin siegte er bei den Militärweltspielen mit der Staffel in 38,68 s. Bei den World Athletics Relays 2021 im polnischen Chorzów gelangte er mit der 4-mal-100-Meter-Staffel bis in das Finale und wurde dort disqualifiziert. Ende Juli schied er bei den Olympischen Spielen in Tokio mit 10,24 s in der Vorrunde über 100 Meter aus und verpasste mit der Staffel mit 38,34 s den Finaleinzug.
2022 erreichte er bei den Weltmeisterschaften in Eugene das Halbfinale über 100 Meter und schied dort mit 10,19 s aus und mit der 4-mal-100-Meter-Staffel belegte er in 38,25 s im Finale den siebten Platz. Im Oktober belegte er bei den Südamerikaspielen in Asunción in 10,53 s den vierten Platz über 100 Meter und kam im Staffelbewerb nicht ins Ziel. Im Jahr darauf siegte er bei den Südamerikameisterschaften in São Paulo in 38,70 s gemeinsam mit Paulo André de Oliveira, Felipe Bardi und Erik Cardoso und anschließend wurde er bei den Weltmeisterschaften in Budapest im Finale disqualifiziert. Im November siegte er in 38,68 s gemeinsam mit Felipe Bardi, Erik Cardoso und Renan Gallina bei den Panamerikanischen Spielen in Santiago de Chile. Bei den World Athletics Relays 2024 in Nassau wurde er in 38,72 s Vierter im A-Lauf über 4-mal 100 Meter in der 2. Qualifikationsrunde für die Olympischen Spiele. Kurz darauf siegte er mit der Staffel in 39,19 s bei den Ibero-Amerikanischen Meisterschaften in Cuiabá. Im Jahr darauf verhalf er der Staffel bei den Südamerikameisterschaften in Mar del Plata zum Finaleinzug und trug damit zum Gewinn der Silbermedaille bei. 
2023 wurde do Nascimento brasilianischer Meister in der 4-mal-100-Meter-Staffel.

## Persönliche Bestzeiten
- 100 Meter: 10,04 s (+0,4 m/s), 22. Juni 2022 in Rio de Janeiro
  - 60 Meter (Halle): 6,80 s, 21. Januar 2022 in Lyon
- 200 Meter: 20,47 s (−0,3 m/s), 16. Juni 2018 in Bern